# Свердловский (Курская область)
Свердловский — посёлок в Беловском районе Курской области. Входит в состав Коммунаровского сельсовета.

## История
Поселок Свердловский был основан помещицей Ольгой и изначально назывался «Ольгин хутор» точная дата основания поселка неизвестна, но по рассказам местных жителей у помещицы Ольги были крепостные крестьяне, а это означает, что поселок был основан еще до отмены крепостного права (1861). Помещица занималась рубкой леса, и на тот момент хутор представлял собой маленькую лесопилку. Поселок не был постоянным местом жительства Ольги, здесь у неё было небольшое имение с пастбищем и конюшней.
Начало XX века в производство, сельское хозяйство страны внедряются новые технологии, производительность труда в разы увеличивается, теперь урожай с полей собирает техника, а не люди с серпами и косами, возникает  потребность в обслуживании техники и хранении урожая, теперь такие поселки как наш начинают своё развитие. В поселке возрастает численность населения, строится сушилка для зерновых и онагры для их хранения. Также строится автопарк для ремонта и обслуживания сельхоз техники. Для разведения коров строят ферму и телятник. Для населения построили Децки сад, школу, столовую и общежитие  для рабочих, в-последующим клуб с библиотекой и небольшим кинотеатром. Поскольку СССР боролось с (пережитками прошлого), поселок получил новое название «Свердловский» в честь советского деятеля Свердлова Якова Михайловича.
Вторая мировая война не обошла поселок стороной, она зашла в каждый дом и унесла множество жизней, хоть на территории поселка и не было серьезных боевых действий, но в лесу неподалёку до сих пор остались следы от треугольных окопов. 
После Великой Отечественной войны вся страна была в упадке, пришлось восстанавливать не только города и поселки, а весь Советский Союз. Пережив это время в п. Свердловском, ничего нового не появлялось, а только исчезало как детский сад и общежитие или обновлялось как новая начальная школа и ферма.
После распада СССР поселок пришёл в упадок, население стало, перебирается в города. На данный момент в поселке осталось менее 100 человек, была закрыта начальная школа, ферма и телятник.

## Население
| 2002 | 2010 |
| ---- | ---- |
| 134  | ↘94  |